# Froberville
Froberville és un municipi francès situat al departament del Sena Marítim i a la regió de Normandia. El 2007 tenia 1.052 habitants.

## Demografia

### Població
El 2007 la població de fet de Froberville era de 1.052 persones. Hi havia 367 famílies de les quals 50 eren unipersonals (25 homes vivint sols i 25 dones vivint soles), 132 parelles sense fills, 173 parelles amb fills i 12 famílies monoparentals amb fills.
La població ha evolucionat segons el següent gràfic:
Habitants censats

### Habitatges
El 2007 hi havia 395 habitatges, 369 eren l'habitatge principal de la família, 21 eren segones residències i 5 estaven desocupats. 374 eren cases i 13 eren apartaments. Dels 369 habitatges principals, 276 estaven ocupats pels seus propietaris, 92 estaven llogats i ocupats pels llogaters i 2 estaven cedits a títol gratuït; 2 tenien una cambra, 16 en tenien dues, 41 en tenien tres, 116 en tenien quatre i 193 en tenien cinc o més. 321 habitatges disposaven pel capbaix d'una plaça de pàrquing. A 166 habitatges hi havia un automòbil i a 183 n'hi havia dos o més.

### Piràmide de població
La piràmide de població per edats i sexe el 2009 era:
| Homes | Edats   | Dones |
| ----- | ------- | ----- |
| 0     | 95 o +  | 0     |
| 0     | 90 a 94 | 0     |
| 0     | 85 a 89 | 0     |
| 4     | 80 a 84 | 8     |
| 0     | 75 a 79 | 0     |
| 8     | 70 a 74 | 20    |
| 12    | 65 a 69 | 0     |
| 16    | 60 a 64 | 12    |
| 32    | 55 a 59 | 24    |
| 28    | 50 a 54 | 24    |
| 32    | 45 a 49 | 44    |
| 24    | 40 a 44 | 36    |
| 36    | 35 a 39 | 28    |
| 36    | 30 a 34 | 36    |
| 28    | 25 a 29 | 32    |
| 32    | 20 a 24 | 24    |
| 24    | 15 a 19 | 20    |
| 36    | 10 a 14 | 32    |
| 28    | 5 a 9   | 24    |
| 32    | 0 a 4   | 28    |

## Economia
El 2007 la població en edat de treballar era de 699 persones, 502 eren actives i 197 eren inactives. De les 502 persones actives 450 estaven ocupades (262 homes i 188 dones) i 52 estaven aturades (24 homes i 28 dones). De les 197 persones inactives 68 estaven jubilades, 56 estaven estudiant i 73 estaven classificades com a «altres inactius».

### Ingressos
El 2009 a Froberville hi havia 370 unitats fiscals que integraven 1.029 persones, la mediana anual d'ingressos fiscals per persona era de 17.617 €.

### Activitats econòmiques
Dels 23 establiments que hi havia el 2007, 1 era d'una empresa alimentària, 1 d'una empresa de fabricació d'altres productes industrials, 3 d'empreses de construcció, 7 d'empreses de comerç i reparació d'automòbils, 1 d'una empresa d'hostatgeria i restauració, 1 d'una empresa d'informació i comunicació, 1 d'una empresa immobiliària, 2 d'empreses de serveis, 3 d'entitats de l'administració pública i 3 d'empreses classificades com a «altres activitats de serveis».
Dels 4 establiments de servei als particulars que hi havia el 2009, 1 era un paleta, 2 fusteries i 1 perruqueria.
Dels 3 establiments comercials que hi havia el 2009, 1 era una botiga de menys de 120 m², 1 una fleca i 1 una joieria.
L'any 2000 a Froberville hi havia 8 explotacions agrícoles.

## Equipaments sanitaris i escolars
El 2009 hi havia una escola elemental.

## Poblacions més properes
El següent diagrama mostra les poblacions més properes.